# Château de La Chaux
Le château de La Chaux est un château reconstruit au XIXe siècle au finage d'Alligny-en-Morvan, dans la Nièvre, dans le parc naturel régional du Morvan, en Bourgogne-Franche-Comté.

## Accès
Par les routes D-977 bis, D-20

## Histoire
La Chaux (Calx) est dans une vallée au Nord-Ouest du bourg d'Alligny et semble avoir été à l'origine une villa romaine.
Une partie dépendait de la baronnie d'Alligny, le reste formant un fief particulier mouvant d'Island.
En 1338, ce fief appartient à Jean de Bourbon, seigneur de Montperroux, dont un canton de bois rappelle le souvenir. Lucas de Vésigneux en fit par la suite l'acquisition et le laissa à sa nièce Jacqueline. Celle-ci l'apporta à Saladin de Montmorillon qui reprit de fief en 1398.
Sous le règne de Louis XIV, il est la possession de Mathurin Pelletier, sieur de Chambure. Jeanne-Baptiste Martenne, née Girardot de la Borde, sa petite-fille le porta par mariage, en 1741, à François Lefebvre de Maurepas, écuyer, seigneur de Domard, près Mondauphin, diocèse de Troyes.
La Dame de La Chaux, vendit son fief le 9 septembre 1750 pour 31 000 livres et un poinçon de vin de Santenay à Pierre Serpillon, bourgeois de Saulieu, ancien lieutenant criminel au bailliage d'Autun.
Après avoir connu divers propriétaires, ce domaine retrouva ses maîtres d'origine en la personne d'Eugène Pelletier de Chambure, conseiller général de la Nièvre et écrivain, qui racheta le domaine et le transforma de la meilleure façon. Il comptait au milieu du XIXe siècle pour être un des plus beaux du Morvan.
Eugène de Chambure fut élu conseiller général du canton de Montsauche de 1848 à 1870. Il se consacra à la gestion de son domaine, créant le parc, plantant des séquoias faisant l'admiration de tous aujourd'hui, ainsi que des rhododendrons.
Arnaud de Chambure, historien, géographe, passionné d'élevage y développa celui des poneys Connemara ainsi que des ovins et bovins sur une exploitation agricole de 150 hectares, plus cent hectares de bois. Des gîtes y furent créés par la suite.

## Descriptif

### Le château
Le corps de logis, flanqué de deux pavillons, a été reconstruit en 1860 par Andoche Parthiot pour Eugène Pelletier de Chambure, propriétaire du Domaine de La Chaux. Il est en moellons avec un étage carré et un étage de comble, toit à longs pans, croupe, noue et pignon couvert, recouvert en ardoise. Ces bâtiments ne sont pas protégés au Monuments Historiques. Ils font l'objet d'une notice à l'inventaire topographique du service de l'inventaire général régional de Bourgogne de 1986 : IA00001868. Le château est partiellement transformé en gîte.

### Maison des Moines
En 1960, fut réalisée une réplique plus petite du château. Ce bâtiment a accueilli des Dominicains du Couvent Saint-Jacques jusqu'en 1975. Ce bâtiment est proposé pour des séminaires ou comme gîte.

### La chapelle
La chapelle reconstruite également avec le nouveau corps de logis en 1860 fut consacrée le 5 mai 1862 par Monseigneur Théodore-Augustin Forcade, évêque de Nevers. Elle est placée sous le vocable de Saint-Joseph.

### Les communs
Une grande partie des communs a été convertie en gîtes ruraux. Deux salles ont été créées : l'une accueille des séminaires ou des expositions de peintures ou de sculptures, l'autre, des concerts ou d'autres types d’événements. Ces bâtiments sont séparés les uns des autres, donnant une indépendance à chaque occupant. Les habitations sont, entre autres, recouvertes sous les glycines, les roses et les hortensias et de belles allées de pivoines d'un rose pâle et d'iris bleus.

### Le parc
C'est dans ce magnifique parc de 7 hectares que furent trouvées cinq pierres brutes portant, l'une, la stèle no 4 le type d'un officier romain avec les noms de Marcianus Marcius, de 167 cm de haut sur 70 cm de large et 38 cm de profondeur ; la stèle no 3, trois figurines, composant une famille, avec une inscription Aricia, Caius de 115 cm de haut sur 72 cm de large et 32 cm de profondeur ; la troisième une tête de type celte sans inscription. Elles ont fait l'objet d'un relevé à l'inventaire général de Bourgogne en 1980. Elles sont en granit avec des décors en demi-relief, l'état de conservation est mauvais avec des surfaces érodées et des gravures de texte en latin incomplètes et partiellement illisibles.
On y trouve une double allée de séquoias gigantea, des bosquets de cèdres du Liban, des hêtres pourpres, frênes dorés, tulipiers, ginkgo biloba et de jolies statues qui ornent le parc.
Un jardin de plantes médicinales y fut créé par lequel on accède en passant par la Cour des Moines, une courette secrète et une fontaine qui débouche sur un jardin de magnolias au-dessus des massifs gigantesques de rhododendrons, d'azalées et des bruyères.
C'est un parc privé qui ne se visite pas, sauf en mai, juin et septembre sur rendez-vous.

## Propriétaires
Elianus, citoyen romain ; Jean de Bourbon ; Lucas de Vésigneux ; Saladin de Montmorillon ; Mathurin Pelletier de Chambure au XVIIe siècle ; François Lefebvre de Maurepas.

## Armoiries
de la famille Pelletier de Chambure:
"D'azur, à un chevron d'or, accompagné de trois pommes de pin de même, posées 2 et 1, à une croix d'argent, en chef"
Stella ducet.